# Симпсоны (сезон 14)
Четырнадцатый сезон мультсериала «Симпсоны» транслировался на телеканале Fox в период с 3 ноября 2002 года по 18 мая 2003 года.

## Список серий
| № общий | № в сезоне | Название                                                                      | Режиссёр           | Автор сценария                       | Дата премьеры   | Произв. код | Зрители в США (млн) |
| --- | ---------- | ----------------------------------------------------------------------------- | ------------------ | ------------------------------------ | --------------- | ----------- | ------------------- |
| 292 | 1          | «Дом ужасов 13» «Treehouse of Horror XIII»                                    | Дэвид Силверман    | Марк Уилмор Брайан Келли Кевин Каран | 3 ноября 2002   | DABF19      | 16,67               |
| Send in the Clones Clones Clones… (с англ. — «Смешные клоны, клоны, клоны…») — Гомер обнаруживает, что купленный им новый гамак способен клонировать его. Тогда Гомер создаёт множество своих копий, чтобы они делали за него повседневную работу, однако клоны оказываются до опасности глупее его самого. The Fright to Creep and Scare Harms (с англ. — «Бойтесь и ужасайтесь») — Лиза находит на кладбище могилу человека, мечтой которого было видеть мир без оружия. Это побуждает Спрингфилд избавиться от оружия, но затем вдохновитель Лизы воскресает и обнаруживается, что он — знаменитый преступник Билли Кид. Узнав, что Спрингфилд остался беззащитным, его ожившая банда начинает терроризировать город. The Island of Dr. Hibbert (с англ. — «Остров доктора Хибберта») — пародия на роман «Остров доктора Моро» Г. Уэллса. доктор Хибберт приглашает Симпсонов провести отпуск на своём острове, где семья обнаруживает, что он занимается превращением людей в полузверей. |            |                                                                               |                    |                                      |                 |             |                     |
| 293 | 2          | «Как я провёл лето» «How I Spent My Strummer Vacation»                        | Майк Андерсон      | Майк Скалли                          | 10 ноября 2002  | DABF22      | 12,51               |
| Сильно пьяный Гомер заявляет, что его семья слишком тяжело ему обходится. Поначалу Мардж и дети очень злятся на него, но потом признают, что Гомер достаточно жертвует ради них. Чтобы он смог от них отдохнуть, семья организовывает ему недельный отдых в «Рок-н-ролльном лагере The Rolling Stones». Проведя там время, Гомер начинает стремиться к выступлениям на рок-сцене. Приглашённые звёзды: Мик Джаггер, Кит Ричардс, Ленни Кравиц, Элвис Костелло, Брайан Сетцер и Том Петти |            |                                                                               |                    |                                      |                 |             |                     |
| 294 | 3          | «Барт против Лизы против третьего класса» «Bart vs. Lisa vs. The Third Grade» | Стивен Дин Мур     | Тим Лонг                             | 17 ноября 2002  | DABF20      | 13,34               |
| По результатам контрольной работы Лизу решают сразу же перевести в третий класс, в то время как проваливший её Барт вынужден вернуться туда опять. Когда они оказываются вместе в одном классе, между ними начинается вражда, поскольку уже бывшему третьеклассником Барту удаётся обходить сестру в знаниях. |            |                                                                               |                    |                                      |                 |             |                     |
| 295 | 4          | «Большая Мардж» «Large Marge»                                                 | Джим Рирдон        | Иан Макстон-Грэхэм                   | 24 ноября 2002  | DABF18      | 17,38               |
| Во время операции по откачиванию лишнего жира Мардж по ошибке увеличивают грудь. Поначалу она не может привыкнуть к ней, но вскоре становится любимицей всех жителей Спингфилда и моделью, вместе с тем обеспечив популярность и семье. Барт и Милхаус в результате очередной проделки случайно настраивают народ на то, что выходки малолетних хулиганов — это всё влияние клоуна Красти. Его шоу подвергается сильной цензуре, что плохо отражается на симпатии зрителей, и друзья решают помочь ему восстановить былую славу. Приглашённые звёзды: Baha Men (Патрик Кэри, Омерит Хилд, Марвин Проспер, Джен Хукс, Адам Уэст и Берт Уорд |            |                                                                               |                    |                                      |                 |             |                     |
| 296 | 5          | «Жизнь наизнанку» «Helter Shelter»                                            | Марк Киркленд      | Брайан Поллак и Мерт Рич             | 1 декабря 2002  | DABF21      | 15,11               |
| Дом Симпсонов подвергается нашествию термитов и семья вынуждена покинуть его на полгода. В поисках временного жилья семья принимает участие в реалити-шоу, согласно идее которого они должны жить в доме Викторианской эпохи и соблюдать быт того времени. Приглашённые звёзды: Ларри Холмс и Литтл Ричард |            |                                                                               |                    |                                      |                 |             |                     |
| 297 | 6          | «Великий подлый детектив» «The Great Louse Detective»                         | Стивен Дин Мур     | Джон Фринк и Дон Пейн                | 15 декабря 2002 | EABF01      | 15,47               |
| Неизвестный совершает покушения на жизнь Гомера. Чтобы поймать убийцу, полиция Спрингфилда освобождает из тюрьмы и приглашает к расследованию криминального гения Сайдшоу Боба, заклятого врага Барта. Приглашённая звезда: Келси Грэммер |            |                                                                               |                    |                                      |                 |             |                     |
| 298 | 7          | «Особая Эдна» «Special Edna»                                                  | Боб Андерсон       | Деннис Сней                          | 5 января 2003   | EABF02      | 15                  |
| Эдна Крабаппл находится в постоянном расстройстве из-за того, что Сеймур Скиннер ставит прихоти своей матери выше их отношений. Барту становится жалко учительницу и он, по совету Лизы, продвигает её в кандидаты на звание «Учитель года». Приглашённые звезды: Марсия Уоллес и Литтл Ричард |            |                                                                               |                    |                                      |                 |             |                     |
| 299 | 8          | «Папа, который слишком мало знал» «The Dad Who Knew Too Little»               | Марк Киркленд      | Мэтт Сэлман                          | 12 января 2003  | EABF03      | 12,76               |
| После неудачного подарка Гомера на её день рождения, Лиза сильно разочаровывается в отце, заявляя, что тот ничего о ней не знает. Желая быть ближе к дочери, Гомер нанимает частного детектива, чтобы он предоставлял ему информацию об интересах и взглядах Лизы. Приглашённая звезда: Эллиотт Гулд |            |                                                                               |                    |                                      |                 |             |                     |
| 300 | 9          | «Сильная, хладнокровная Мардж» «Strong Arms of The Ma»                        | Пит Майклз         | Кэролин Омайн                        | 2 февраля 2003  | EABF04      | 15,37               |
| На заднем дворе супермаркета на Мардж совершает нападение вооружённый грабитель и крадёт её бусы. Из-за этого Мардж впадает в агорафобию: она начинает бояться всего, что находится за стенами дома. Попытки семьи избавить её от страха ничего не приносят и Мардж проводит дни, не выходя из подвала. От нечего делать она начинает заниматься на тренажёре и превращается в культуристку. Приглашённая звезда: Памела Рид |            |                                                                               |                    |                                      |                 |             |                     |
| 301 | 10         | «Проси, что хочешь» «Pray Anything»                                           | Майк Фрэнк Полчино | Сэм О’Нил и Нил Бушелл               | 9 февраля 2003  | EABF06      | 13,4                |
| Завидуя постоянной удаче Фландерса, Гомер допытывается у соседа, в чём её причина и узнаёт, что кроме труда, честной жизни и гигиены своим везением Нед обязан молитве. Тогда Гомер принимается молиться Богу о каждой выгодной ему мелочи. Так, пожаловавшись Господу на обветшалый дом Симпсонов и попросив новый, Гомер ломает ногу, упав в вырытую у спрингфилдской церкви яму, и в качестве возмещения ущерба получает саму церковь. Приглашённая звезда: Лиза Лесли |            |                                                                               |                    |                                      |                 |             |                     |
| 302 | 11         | «Взрослый Барт» «Barting Over»                                                | Мэттью Настук      | Эндрю Крейсберг                      | 16 февраля 2003 | EABF05      | 21,31               |
| Барт узнаёт, что в младенчестве снимался в рекламе освежающих пластырей для детей, у которых плохо пахнет изо рта. Когда же выясняется, что весь его гонорар за эту роль был растрачен Гомером, Барт настолько злится на отца, что через суд получает собственную квартиру — рядом с жилищем знаменитого скейтбордиста Тони Хоука. Гомер расстраивается и хочет вернуть любовь сына. Приглашённые звёзды: Тони Хоук, Blink-182 и Джейн Качмарек |            |                                                                               |                    |                                      |                 |             |                     |
| 303 | 12         | «Лиза на орфоолимпиаде» «I’m Spelling as Fast as I Can»                       | Нэнси Круз         | Кевин Каран                          | 16 февраля 2003 | EABF07      | 22,04               |
| Лиза одерживает победу в школьном орфографическом конкурсе, в связи с чем едет на олимпиаду орфографии штата. Однако там её ждёт трудный выбор: организатор олимпиады предлагает ей возможность бесплатно поступить в колледж, если она намеренно уступит победу младшему сопернику — любимчику толпы. Тем временем Гомер подсаживается на новый особый вид сэндвичей от «Красти Бургера». Приглашённая звезда: Джордж Плимптон |            |                                                                               |                    |                                      |                 |             |                     |
| 304 | 13         | «Заново рождённая звезда» «A Star Is Born Again»                              | Майкл Мэркантел    | Брайан Келли                         | 2 марта 2003    | EABF08      | 14,56               |
| Одинокий Нед Фландерс заводит роман с приехавшей в Спрингфилд кинозвездой по имени Сара Слоан. Приглашённые звёзды: Джеймс Брукс, Хелен Филдинг и Мариса Томей |            |                                                                               |                    |                                      |                 |             |                     |
| 305 | 14         | «Красти едет в Вашингтон» «Mr. Spritz Goes to Washington»                     | Лэнс Крамер        | Джон Шварцвельдер                    | 9 марта 2003    | EABF09      | 14,43               |
| Спрингфилдский аэропорт меняет воздушные коридоры и теперь самолёты пролетают прямо над домом Симпсонов. Поскольку жить в доме от постоянного шума становится невыносимо, Симпсоны идут жаловаться в конгресс, однако старый конгрессмен умирает прямо во время разговора. Тогда Симпсоны придумывают выдвинуть клоуна Красти в кандидаты на его место. Приглашённая звезда: Джо Мантенья |            |                                                                               |                    |                                      |                 |             |                     |
| 306 | 15         | «Гомер — глава корпорации» «C.E. D’oh»                                        | Майк Андерсон      | Дана Гулд                            | 16 марта 2003   | EABF10      | 12,96               |
| Гомер начинает следовать программе «48 советов для достижения успеха». Однако, как бы он ни старался заслужить похвалы от своего начальника мистера Бёрнса, тот оставляет его заслуги незамеченными. Случайно он узнаёт о том, что Бёрнс сбрасывает токсичные отходы под детскую площадку и не боится разоблачения, поскольку в случае ареста специально отдал права на владение спрингфилдской АЭС своей канарейке. Тогда Гомер тайно выпускает канарейку из клетки и возвещает Бёрнса о выдуманном приходе ядерной инспекции. Застигнутый врасплох Бёрнс поспешно делает первого попавшегося — Гомера — владельцем электростанции. Получив власть, Гомер увольняет Бёрнса... |            |                                                                               |                    |                                      |                 |             |                     |
| 307 | 16         | «Лиза — астроном» «’Scuse Me While I Miss the Sky»                            | Стивен Дин Мур     | Дэн Грини и Аллен Глейзер            | 30 марта 2003   | EABF11      | 12,56               |
| Документалист Деклан Десмонд делает фильм о спрингфилдской начальной школе. В беседе с Лизой он даёт понять, что она не задумывается о своей будущей профессии. В поисках себя Лиза всерьёз увлекается астрономией и становится обеспокоенной о том, что чересчур бурная ночная жизнь Спрингфилда не даёт жителям любоваться звёздным небом — даже при грядущем метеоритном дожде. Тем временем Барт пытается равняться с хулиганами, в моде которых стало отрывание автомобильных значков. Приглашённые звёзды: Эрик Айдл и Джо Мантенья |            |                                                                               |                    |                                      |                 |             |                     |
| 308 | 17         | «Три гея в квартире» «Three Gays of the Condo»                                | Марк Киркленд      | Мэтт Уорбёртон                       | 13 апреля 2003  | EABF12      | 12,02               |
| Гомер находит старые записи из дневника Мардж, сохранившиеся ещё с юных лет, в которых она выказывает сильное недовольство к его повадкам, в частности к чрезмерному употреблению алкоголя. Он начинает думать, что Мардж скрывала это и вышла за него только из-за беременности ею Бартом. Рассорившись с женой, Гомер съезжает на новую квартиру в квартале, который оказывается заселённым геями. Приглашённый звезды: «Странный Эл» Янкович, Бен Шатц и Скотт Томпсон |            |                                                                               |                    |                                      |                 |             |                     |
| 309 | 18         | «Где моё ранчо, чувак?» «Dude, Where’s My Ranch?»                             | Крис Клементс      | Иан Макстон-Грэхэм                   | 27 апреля 2003  | EABF13      | 11,71               |
| Гомер записывает песню «Все ненавидят Неда Фландерса», которая становится настоящим хитом в Спрингфилде. Вскоре она надоедает ему самому и Симпсоны уезжают подальше от городской жизни — на ранчо Богатого Техасца. Там Лиза влюбляется в местного мальчика — защитника природы, а Гомер с Бартом затевают войну против бобров, которые строят плотины на земле, принадлежащей индейцам. Приглашённые звёзды: Дэвид Бирн, Энди Серкис и Джонатан Тейлор Томас |            |                                                                               |                    |                                      |                 |             |                     |
| 310 | 19         | «Трусливый пёс» «Old Yeller Belly»                                            | Боб Андерсон       | Джон Фринк и Дон Пейн                | 4 мая 2003      | EABF14      | 11,59               |
| Во время открытия нового домика на дереве Барта происходит пожар, из которого Гомера спасает Снежинка II, в то время как Маленький Помощник Санты трусливо убегает. Гомер восхваляет кошку и начинает испытывать ненависть к псу, пока того не приглашают стать новым рекламным талисманом пива «Дафф». Но на пике популярности Маленького Помощника Санты объявляется его настоящий хозяин... Приглашённые звёзды: Стейси Кич и Джон Кассир |            |                                                                               |                    |                                      |                 |             |                     |
| 311 | 20         | «Остановите мою жену, пожалуйста» «Brake My Wife, Please»                     | Пит Майклз         | Тим Лонг                             | 11 мая 2003     | EABF15      | 10,56               |
| В результате аварии у Гомера отбирают водительские права и ему всюду приходится ходить пешком, однако Гомер извлекает из этого пользу, приводя себя в хорошую форму и не томясь в автомобильных пробках. В то же время Мардж становится вечно усталой и раздражительной, поскольку теперь ей приходится водить за двоих. В таком состоянии она сбивает прогуливающегося Гомера, перепутав газ с тормозом, и впоследствии по странной случайности неоднократно калечит его и даже открыто показывает ненависть к нему. Гомер и Мардж решают обратиться к брачному консультанту, чтобы решить эту проблему. Приглашённые звёзды: Джексон Браун, Стив Бушеми и Джейн Качмарек |            |                                                                               |                    |                                      |                 |             |                     |
| 312 | 21         | «Барт объявляет войну» «Bart of War»                                          | Майк Фрэнк Полчино | Марк Уилмор                          | 18 мая 2003     | EABF16      | 12,10               |
| Барт и Милхаус забираются в пустой дом Фландерсов и, пока их нет, устраивают там беспорядок и крушат тайную комнату Неда с его огромной коллекцией, посвящённой The Beatles. Чтобы принимать больше участия в воспитании детей, родители Барта и Милхауса определяют их в детские общества. Барт попадает к «Юным индейцам», которых возглавила Мардж, а Милхаус — в «Юные кавалеристы» под предводительством своего отца. Между двумя сообществами начинается конкуренция в скаутском движении. |            |                                                                               |                    |                                      |                 |             |                     |
| 313 | 22         | «Детский блюз Мо» «Moe Baby Blues»                                            | Лорен МакМаллан    | Дж. Стюарт Бернс                     | 18 мая 2003     | EABF17      | 13,44               |
| В очередной раз пытаясь покончить с собой, Мо хочет прыгнуть с моста и случайно ловит упавшую с того же моста Мэгги Симпсон, спасая ей жизнь. Мэгги сразу же привязывается к своему спасителю, вернув Мо желание жить дальше. Мо при любой возможности остаётся нянчиться с ней; Мэгги развлекают его наполненные цинизмом и вульгарностью истории, а сам Мо заботится о ней и опекает как собственного ребёнка, которого у него никогда не было. Такая привязанность вскоре начинает злить Гомера и Мардж. Приглашённая звезда: Джо Мантенья |            |                                                                               |                    |                                      |                 |             |                     |